# Bulbophyllum ipanemense
Bulbophyllum ipanemense là một loài phong lan thuộc chi Bulbophyllum.